# James Cosmo
James Ronald Gordon Copeland MBE (27 de outubro de 1947), conhecido profissionalmente como James Cosmo, é um ator escocês que já participou de filmes como Highlander, Braveheart, Trainspotting, Troy, The Chronicles of Narnia: The Lion, the Witch and the Wardrobe, Ben-Hur e Wonder Woman, e em séries de televisão como Game of Thrones, Sons of Anarchy e His Dark Materials.

## Biografia

### Primeiros anos
James Cosmo nasceu em Clydebank, Escócia, Reino Unido. É filho do também ator James Copeland e frequentou a Clydebank High School em West Dunbartonshire. Morou em Glasgow até os oito anos, com a mãe Helen e a irmã Laura, quando se mudou para Londres para morar com o pai, que trabalhava na West End. Seguindo os passos do pai, James frequentou na juventude uma antiga charneca londrina, onde jogava críquete com Sean Connery, enquanto Copeland estava no pub com Peter O'Toole. Aos onze anos, retornou a Glasgow, onde trabalhou por um tempo no setor de desmonte de navios na área portuária de Dalmuir.

### Carreira
No início de sua carreira, ele adotou Cosmo, o nome do meio de sua mãe, como sobrenome artístico. Tornou-se bastante popular no Reino Unido, aparecendo em centenas de programas de televisão desde 1969, geralmente interpretando personagens do tipo "durão" e intransigente. Entretanto, só veio a se tornar mais conhecido pelo público internacional na década de 1990, quando recebeu papéis de destaque no cinema, tais como Campbell em Braveheart, Angus MacLeod em Highlander e Sr. Weston em Emma. Ao longo dos anos, participou de outros filmes, como Trainspotting, The Last Legion e The Chronicles of Narnia: The Lion, the Witch and the Wardrobe, no qual interpretou o Papai Noel. Também tem créditos como dublador em Babe: Pig in the City e nas animações Slipp Jimmy fri e Justin and the Knights of Valour.
No longa-metragem Troy, Cosmo contracenou com Sean Bean e Julian Glover, que futuramente integrariam, junto com ele, o elenco da série Game of Thrones, transmitida pela HBO. No referido programa, Cosmo deu vida a um de seus papéis televisivos mais conhecidos mundialmente, Jeor Mormont, também chamado de "Velho Urso", o Senhor Comandante da Patrulha da Noite. Em 2017, o ator participou da décima nona edição do Celebrity Big Brother, uma versão britânica do popular reality show de confinamento, com a participação de celebridades; ele ficou entre os finalistas da atração e terminou em quarto lugar.
O ator é patrono da Chance for Childhood, uma instituição de caridade que trabalha na África para apoiar crianças em condições vulneráveis. Em 2018, ele foi condecorado pela rainha Elizabeth II e pela família real britânica como Membro da Ordem do Império Britânico (MBE) por seus "serviços à arte dramática".

### Vida pessoal
Cosmo está casado desde 2000 com Annie Harris, sua segunda esposa. Ele tem dois filhos: Findlay e Ethan, que também é ator e contracenou com o pai no longa-metragem The Pyramid Texts (2015).

## Filmografia selecionada

### Cinema
| Ano  | Título                                                         | Papel                              |
| ---- | -------------------------------------------------------------- | ---------------------------------- |
| 1969 | The Virgin Soldiers                                            | Waller                             |
| 1972 | Young Winston                                                  | Policial no trem                   |
| 1986 | Highlander                                                     | Angus Macleod                      |
| 1995 | Braveheart                                                     | Campbell                           |
| 1996 | Trainspotting                                                  | Mr. Renton                         |
| 1996 | Emma                                                           | Mr. Weston                         |
| 1998 | Babe: Pig in the City                                          | Thelonius (voz)                    |
| 2001 | To End All Wars                                                | Ten. Cel. Stuart McLean            |
| 2002 | The Four Feathers                                              | Cel. Sutch                         |
| 2004 | Troy                                                           | Glaucus                            |
| 2005 | The Chronicles of Narnia: The Lion, the Witch and the Wardrobe | Papai Noel                         |
| 2006 | Half Light                                                     | Finlay Murray                      |
| 2006 | Slipp Jimmy fri                                                | HudMaSpecs (versão em inglês, voz) |
| 2007 | The Last Legion                                                | Hrothgar                           |
| 2007 | The Seeker: The Dark Is Rising                                 | Dawson                             |
| 2013 | Justin and the Knights of Valour                               | Blucher (voz)                      |
| 2013 | Dying Light                                                    | Policial                           |
| 2016 | Breakdown                                                      | Albert Chapman                     |
| 2016 | Ben-Hur                                                        | Quintus                            |
| 2017 | T2 Trainspotting                                               | Sr. Renton                         |
| 2017 | Wonder Woman                                                   | Marechal Haig                      |

### Televisão
| Ano       | Título                 | Papel                | Notas                              |
| --------- | ---------------------- | -------------------- | ---------------------------------- |
| 1969      | Softly, Softly         | McBride              | 1 episódio                         |
| 1971      | UFO                    | Cel. Anderson        | 1 episódio                         |
| 1971      | The Persuaders!        | Inspetor Williams    | 1 episódio                         |
| 1977      | George and Mildred     | Keith                | 1 episódio                         |
| 1980      | Hammer House of Horror | Willis               | 1 episódio                         |
| 1987      | Super Gran             | Sr. McBigg           | 1 episódio                         |
| 1989      | Crossbow               | Anton                | 1 episódio                         |
| 1989      | Winners & Losers       | Frank Kerr           | Minissérie televisiva, 3 episódios |
| 1989-1993 | Casualty               | Tony / John Breckman | 2 episódios                        |
| 2009      | Merlin                 | Hengist              | 1 episódio                         |
| 2010      | Castle                 | Finn Rourke          | 1 episódio                         |
| 2010      | Sons of Anarchy        | Padre Kellan Ashby   | 8 episódios                        |
| 2011-2013 | Game of Thrones        | Jeor Mormont         | 12 episódios                       |
| 2013      | Death in Paradise      | Roger Seymour        | 1 episódio                         |
| 2013      | Case Histories         | Len Lomax            | 1 episódio                         |
| 2016      | Stag                   | Encarregado da caça  | 2 episódios                        |
| 2017      | Celebrity Big Brother  | Ele mesmo            | Finalista e quarto colocado        |
| 2019      | Chernobyl              | Mineiro              | Episódio: 'Open Wide, O Earth'     |
| 2019      | His Dark Materials     | Farder Coram         |                                    |